# Emanuel Moravec
Emanuel Moravec, född 17 april 1893 i Prag, död 5 maj 1945 i Prag, var en tjeckoslovakisk militär, skriftställare och nazikollaboratör. I riksprotektoratet Böhmen-Mähren utsågs han till minister för skolväsen och folkupplysning.

## Biografi
Efter Münchenavtalet i september 1938 ansåg Moravec att den enda vägen till fred innebar att samarbeta med Tredje riket. I egenskap av propagandaminister uppmanade han sina tjeckiska landsmän att visa lojalitet gentemot Nazityskland.
Den unge Moravec avlade studentexamen 1912 och två år senare inkallades han till Österrike-Ungerns armé. Han stred i Serbien och Ryssland och blev krigsfånge året därpå hos ryssarna och valde att ansluta sig till dem som slogs för ententen för att verka för ett självständigt Tjeckoslovakien, oavhängigt av dubbelmonarkin. Moravec blev kvar inom det militära efter kriget, började sedan skriva böcker och artiklar i slutet av 1920-talet. I sina alster uttryckte Moravec beundran för det fascistiska Italien. Inför slutfasen av Münchenkrisen var Moravec en av de ivrigaste anhängarna av att tjeckerna skulle slåss mot tyskarna. Efter upprättandet av protektoratet år 1939 trodde Moravec att han skulle arresteras och funderade på att lämna landet. Detta skedde dock inte.
Den nyblivne nationalsocialisten började nu göra protyska radioinslag och krävde mer och utökat samarbete. Moravec träffade ställföreträdande riksprotektorn Reinhard Heydrich och svor trohet till Tyska riket och Adolf Hitler. Moravec verkade för samarbete. I samband med Pragupproret i början av maj 1945 begick Moravec självmord.